# 은색꼬리바위쥐
은색꼬리바위쥐 또는 커먼바위쥐(Zyzomys argurus)는 쥐과에 속하는 설치류의 일종이다. 오스트레일리아에서만 발견되며, 삼림과 초원, 저지대 개활지 숲의 바위 지역, 특히 암벽 경사면의 비탈과 무너져 내린 바위 부스러기 지역에서 서식한다. 야행성 동물로 낮 시간에는 시원한 바위 틈의 둥지에서 시간을 보낸다. 태양에 직접 노출되면 일사병에 걸리거나 빨리 죽는 수도 있다.
커먼바위쥐는 몸 전체적으로 황금빛 갈색을 띠며, 복부 쪽은 희다. 몸무게는 25~65g이고, 머리부터 몸까지 길이는 85~140mm이다. 길이 90~125mm의 꼬리는 두껍고, 지방 저장소를 갖고 있다. 꼬리에 비늘과 듬성 듬성 난 털이 덮여 있다. 꼬리 피부가 쉽게 벗겨지기 때문에 포식자에게 붙잡힐 때 쉽게 도망칠 수 있다.(도마뱀 꼬리의 기능과 유사하다.)
생후 5~6개월 이후에 성적으로 성숙해진다. 암컷은 4개의 젖꼭지를 가지며, 한 배에 평균 두 세 마리의 새끼를 낳는다. 임신 기간은 약 35일이다. 생후 10일까지 새끼를 털로 덮여 있고, 12일째가 되면 눈을 뜬다. 4주간 젖을 먹는다. 커먼바위쥐의 야생 상태의 수명은 알려져 있지 않지만, 포획 상태에서 수명은 약 4.2년으로 보고 되고 있다.
먹이는 식물 잎과 풀, 씨앗, 과일, 곤충 등으로 이루어져 있다.